# مقاطعة كوهبنان

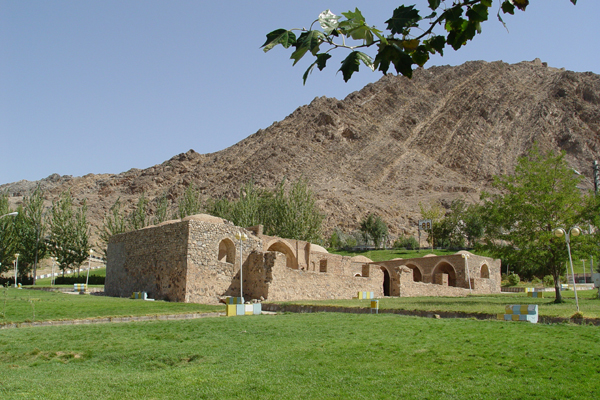
Khaneghah E Sheykhabosaeed

مقاطعة كوهبنان (بالفارسية: شهرستان کوهبنان) هي إحدى مقاطعات محافظة كرمان في إيران. عاصمة المقاطعة هي كوهبنان. انفصلت عن مقاطعة زرند في 2004. حسب تعداد 2006، بلغ عدد السكان 24,465 نسمة في 6,348 عائلة.